# Lembe-Yezoum
Pour les articles homonymes, voir Lembe et Yezoum.
Lembe-Yezoum est une commune du Cameroun située dans la région du Centre et le département de la Haute-Sanaga.

## Population
Lors du recensement de 2005, la commune comptait 7 207 habitants, dont 776 pour Lembe-Yezoum proprement dit.

## Organisation
Outre Lembe-Yezoum, la commune comprend les villages suivants :
- Akomo
- Atolo
- Bana
- Biwong
- Ebolboumou
- Ekang
- Endang
- Endoum
- Engong
- Kokoa
- Lembe
- Mebang
- Melen
- Melo
- Mengueme
- Messessa
- Mevong
- Meyette
- Meza'a
- Mvebekone
- Nguinda I
- Nguinda II
- Nkobiba
- Nlong
- Nsamba
- Simbane
- Zoa